# 吴文雄
吴文雄（1981年2月11日—）是一名中国男子举重运动员。他在1999年世界举重锦标赛获得第五名。后参加2000年悉尼奥林匹克运动会，并在比赛中获得男子举重65公斤级银牌。